# 玉湖集團
玉湖集團成立於2000年，是一間跨國實業投資集團，主要業務為產業地產開發運營和國際食材供應鏈，
目前總部位於香港。

## 公司概況
2000年-2011年，玉湖集團於中國投資房地產開發運營、清潔能源及貿易物流。
2011年-2019年，玉湖集團於澳洲投資商業物業、農業及漁業等，及於泰國投資產業綠色發展。
2020年起，玉湖集團於中國廣州和成都展開冷鏈項目。